# Lijst van overige werken (J.S. Bach)
Deze pagina geeft een overzicht van de overige werken van Johann Sebastian Bach, die niet in de andere lijsten thuishoren. Ze zijn geordend volgens de Bach-Werke-Verzeichnis (BWV) van Wolfgang Schmieder. Het gaat hier om de werken vanaf BWV 1072, waarvan een deel slechts recent werd ontdekt en daarom een hoog nummer draagt.
Tevens is als Appendix A een korte lijst van gereconstrueerde concerti opgenomen. Zij worden aangeduid met BWVr: Het BWV-nummer is dat van het klavecimbelconcerto dat een bewerking wordt geacht te zijn van een niet/gedeeltelijk bewaard concerto, geschreven voor een ander instrument. De r staat voor reconstructie.
Ten slotte is hieronder als Appendix B een lijst opgenomen van de apocriefe werken van Bach. Deze worden genummerd volgens de BWV Anhang.

## CanonsBWV 1072-1078
- BWV 1072 — Canon trias harmonica a 8
- BWV 1073 — Canon a 4 perpetuus
- BWV 1074 — Canon a 4
- BWV 1075 — Canon a 2 perpetuus
- BWV 1076 — Canon triplex a 6
- BWV 1077 — Canone doppio sopr'il soggetto
- BWV 1078 — Canon super fa mi a 7 post tempus misicum

## LateContrapuntischeWerken BWV 1079-1080
- BWV 1079 — Musikalisches Opfer
- BWV 1080 — Die Kunst der Fuge

## Recente toevoegingen

### Allerlei BWV 1081-1089
- BWV 1081 — Credo in unum Deum in F-dur (voor koor)
- BWV 1082 — Suscepit Israel puerum suum (voor koor)
- BWV 1083 — Tilge, Höchster, meine Sünden (Motet, parodie van Pergolesi's Stabat Mater)
- BWV 1084 — O hilf, Christe, Gottes Sohn (koraal)
- BWV 1085 — O Lamm Gottes, unschuldig (koraalprelude)
- BWV 1086 — Canon concordia discors (voor orgel)
- BWV 1087 — Canonische Variaties
- BWV 1088 — So heb ich denn mein Auge sehnlich auf (aria voor bas)
- BWV 1089 — Da Jesus an dem Kreutze stund (koraal)

### Neumeister-koralenBWV 1090-1120
- BWV 1090 — Wir Christenleut
- BWV 1091 — Das alte Jahr vergangen ist
- BWV 1092 — Herr Gott, nun schleuß den Himmel auf
- BWV 1093 — Herzliebster Jesu, was hast du verbrochen
- BWV 1094 — O Jesu, wie ist dein Gestalt
- BWV 1095 — O Lamm Gottes unschuldig
- BWV 1096 — Christe, der du bist Tag und Licht (oder: Wir danken dir, Herr Jesu Christ)
- BWV 1097 — Ehre sei dir, Christe, der du leidest Not
- BWV 1098 — Wir glauben all an einen Gott
- BWV 1099 — Aus tiefer Not schrei ich zu dir
- BWV 1100 — Allein zu dir, Herr Jesu Christ
- BWV 1101 — Durch Adams Fall ist ganz verderbt
- BWV 1102 — Du Friedefürst, Herr Jesu Christ
- BWV 1103 — Erhalt uns, Herr, bei deinem Wort
- BWV 1104 — Wenn dich Unglück tut greifen an
- BWV 1105 — Jesu, meine Freude
- BWV 1106 — Gott ist mein Heil, mein Hilf und Trost
- BWV 1107 — Jesu, meines Lebens Leben
- BWV 1108 — Als Jesus Christus in der Nacht
- BWV 1109 — Ach Gott, tu dich erbarmen
- BWV 1110 — O Herre Gott, dein göttlich Wort
- BWV 1111 — Nun lasset uns den Leib begrab'n
- BWV 1112 — Christus, der ist mein Leben
- BWV 1113 — Ich hab mein Sach Gott heimgestellt
- BWV 1114 — Herr Jesu Christ, du höchstes Gut
- BWV 1115 — Herzlich lieb hab ich dich, o Herr
- BWV 1116 — Was Gott tut, das ist wohlgetan
- BWV 1117 — Alle Menschen müssen sterben
- BWV 1118 — Werde munter, mein Gemüte
- BWV 1119 — Wie nach einer Wasserquelle
- BWV 1120 — Christ, der du bist der helle Tag

### Orgelwerken BWV 1121-1126
- BWV 1121 — Fantasie
- BWV 1122 — Denket doch, Ihr Menschenkinder
- BWV 1123 — Wo Gott zum Haus nicht gibt sein Gut
- BWV 1124 — Ich ruf zu Dir, Herr Jesu Christ
- BWV 1125 — O Gott, du frommer Gott
- BWV 1126 — Lobet Gott, unsern Herrn

### StrofischeAria BWV 1127
- BWV 1127 — Alles mit Gott und nichts ohn' ihn (vocaal werk ontdekt in juni 2005)

### Koraalfantasie voor orgel BWV 1128
- BWV 1128 — Wo Gott der Herr nicht bei uns hält (ontdekt in maart 2008)

## Appendix A: Gereconstrueerde concerti
Elk van deze concerti werd geschreven aan de hand van enkele overblijvende fragmenten en een klavecimbelconcerto, dat een bewerking is van een concerto voor een verondersteld instrument. Naar deze reconstructie wordt verwezen door het BWV-nummer van het klavecimbelconcerto te laten volgen door een r (reconstructie).
- BWV 1052r — Vioolconcerto in d
- BWV 1053r — Oboe d'amore Concerto in D / Hoboconcerto in F
- BWV 1055r — Oboe d'amore Concerto in A
- BWV 1056r — Vioolconcerto in g / Hoboconcerto in g (deze reconstructie is twijfelachtig omdat niet zeker is of de drie delen van het klavecimbelconcerto oorspronkelijk behoord hebben tot één en hetzelfde concerto).
- BWV 1059r — Hoboconcerto in d (samengesteld vanuit BWV 1059 en verwante cantates - deze reconstructie is het meest twijfelachtig vermits slechts een tiental maten van het stuk heeft overleefd)
- BWV 1060r — Concerto voor viool en hobo in c of d
- BWV 1064r — Concerto voor drie violen in D

## Appendix B: BWV Anh. 42-189
In de lijst hieronder zijn de werken vermeld die niet in de Bach-Werke-Verzeichnis zijn opgenomen. Van vele daarvan is niet bekend of Bach er de hand in heeft gehad, van sommige weet men intussen zeker dat dit niet het geval is geweest.

### Verscheidene werken BWV Anh. 42-112
Nota bene:
BWV Anh. 47 t/m 72 zijn koraalbewerkingen voor orgel.
BWV Anh. 73 t/m 76 zijn varianten van andere BWV's.
BWV Anh 77 t/m 79 zijn koralen met variaties voor orgel.
- BWV Anh. 42 — Fuga (F majeur) — Orgel
- BWV Anh. 43 — Fuga (b majeur) — Orgel
- BWV Anh. 44 — Fuga (G majeur) — Orgel
- BWV Anh. 45 — Fuga (Bes majeur) — op de naam van Bach - Orgel
- BWV Anh. 46 — Trio (c mineur)— Orgel
- BWV Anh. 47 — Ach Herr, mich armen Sünder — Betwijfeld
- BWV Anh. 48 — Allein Gott in der Höh' sei Ehr — Betwijfeld
- BWV Anh. 49 — Ein feste Burg ist unser Gott — Betwijfeld
- BWV Anh. 50 — Erhalt uns, Herr, bei deinem Wort — Betwijfeld
- BWV Anh. 51 — Erstanden ist der heilige Christ — Betwijfeld
- BWV Anh. 52 — Freu dich sehr, o meine Seele — Betwijfeld
- BWV Anh. 53 — Freu dich sehr, o meine Seele — Betwijfeld
- BWV Anh. 54 — Helft mir Gottes Güte preisen — Betwijfeld
- BWV Anh. 55 — Herr Christ, der einig' Gottes Sohn — Betwijfeld
- BWV Anh. 56 — Herr Jesu Christ, dich zu uns wend' — Betwijfeld
- BWV Anh. 57 — Jesu Leiden, Pein und Tod — Betwijfeld
- BWV Anh. 58 — Jesu, meine Freude — Betwijfeld
- BWV Anh. 59 — Jesu, meine Freude — Betwijfeld
- BWV Anh. 60 — Non lob', mein' Seel' den Herren — Betwijfeld
- BWV Anh. 61 — O Mensch, bewein' dein' Sünde groß — Betwijfeld
- BWV Anh. 62a — Sei Lob und Ehr mit hohem Preis — Betwijfeld
- BWV Anh. 62b — Sei Lob und Ehr mit hohem Preis — Betwijfeld
- BWV Anh. 63 — Von Himmel hoch — Betwijfeld
- BWV Anh. 64 — Von Himmel hoch — Betwijfeld
- BWV Anh. 65 — Von Himmel hoch — Betwijfeld
- BWV Anh. 66 — Wachet auf, ruft uns die Stimme — Betwijfeld
- BWV Anh. 67 — Was Gott tut, das ist wohlgetan — Betwijfeld
- BWV Anh. 68 — Wer nur den lieben Gott läßt walten — Betwijfeld
- BWV Anh. 69 — Wir glauben all' an einen Gott — Betwijfeld
- BWV Anh. 70 — Wir glauben all' an einen Gott — Betwijfeld
- BWV Anh. 71 — Wo Gott, der Herr, nicht bei uns hält — Echt (= BWV 1128)
- BWV Anh. 72 — Canon — Betwijfeld
- BWV Anh. 77 — Herr Christ, der einig' Gottes Sohn — Betwijfeld
- BWV Anh. 78 — Wenn wir in höchsten Nöten sein — Betwijfeld
- BWV Anh. 79 — Befiehl du deine Wege — Betwijfeld
- BWV Anh. 107 — Fuga in C majeur (op de naam BACH) — Betwijfeld
- BWV Anh. 108 — Fuga in C majeur (op de naam BACH) — Betwijfeld
- BWV Anh. 109 — Fuga in G majeur (op de naam BACH) — Betwijfeld
- BWV Anh. 110 — Fuga in c mineur (op de naam BACH) — Betwijfeld
- BWV Anh. 111 — Largo & Allegro in G majeur voor klavier — Betwijfeld
- BWV Anh. 112 — Grave in e mineur voor klavier — Betwijfeld